# Tim Aebersold
Tim Aebersold  (* 12. Januar 1995) ist ein Schweizer Unihockeyspieler, der beim Nationalliga-A-Verein Floorball Köniz unter Vertrag steht.

## Karriere
Aebersold begann seine Karriere im Nachwuchs von Unihockey Langenthal Aarwangen, ehe er 2010 in die U18-Mannschaft vom SV Wiler-Ersigen wechselte. Nach vier Saisons im Nachwuchs des Rekordmeisters wechselte er 2014 zum Kantonsrivalen Floorball Köniz in die U21.
Nachdem er es bei Floorball Köniz den Spring in die erste Mannschaft nicht geschafft hatte, wechselte er zum UHC Grünenmatt. Nach dem Abstieg des UHC Grünenmatt verliess Aebersold die Mätteler. Nach dem Abstieg des UHC Grünenmatt in die Nationalliga B schloss sich der Stürmer dem UHC Thun an. Bei Thun entwickelte sich Aebersold zu einem der teaminternen Topskorern.
Im Frühjahr 2019 gab Floorball Köniz bekannt, dass Aebersold einen mehrjährigen Vertrag unterzeichnet hat.